# Ligne 17 du tramway de Genève
Pour les articles homonymes, voir Ligne 17.
La ligne 17 du tramway de Genève est une ligne diamétrale transfrontalière exploitée par les Transports publics genevois (TPG). Elle dessert plusieurs quartiers de Genève ainsi que les communes suisses de Carouge, Chêne-Bourg, Chêne-Bougeries, Lancy et Thônex et les communes françaises de Ambilly, Annemasse et Gaillard. Les terminus sont à la gare de Lancy-Pont-Rouge et au Parc Montessuit à Annemasse. Créée en 2005, elle a été supprimée en 2011 avant d'être réintégrée au réseau en 2019 et prolongée sur le sol français jusqu'à Annemasse.

## Histoire

### La précédente ligne 17
L'indice est utilisé pour la première fois en 1988 par la ligne de minibus expérimentale desservant la vieille-ville, qui devient la ligne 36 le 24 juin 2001 afin de libérer l'indice pour une ligne de tramway.

### La ligne 17 contemporaine

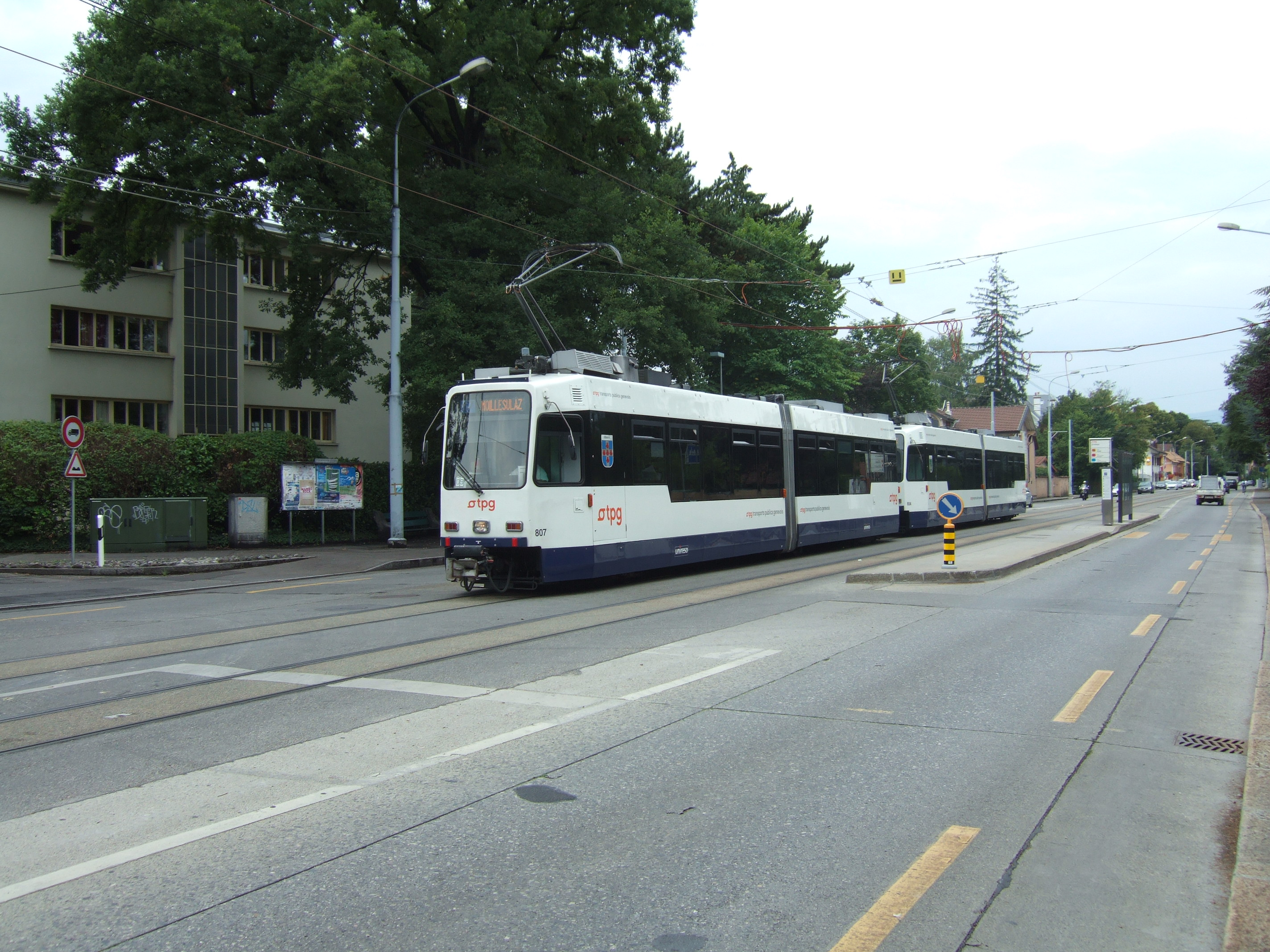
La ligne 17 ancienne version, ici photographiée route de Chêne.

La ligne 17 contemporaine est mise en service le 11 décembre 2005 entre les gares de Lancy-Pont-Rouge et des Eaux-Vives, afin d'améliorer la desserte du quartier des Acacias et d'éviter une correspondance pour les voyageurs venant depuis Annemasse en train, en utilisant les infrastructures existantes des lignes 12 et 15. 
Le 20 mai 2006, première modification avec le prolongement jusqu'aux Palettes puis dès le 10 décembre 2006 elle est prolongée jusqu'au Bachet-de-Pesay.
Le 14 décembre 2008 la ligne est prolongée des Eaux-Vives à Moillesulaz, avec des services partiels à la gare de Chêne-Bourg, mais dans l'autre sens elle est à nouveau limitée à Lancy-Pont-Rouge.

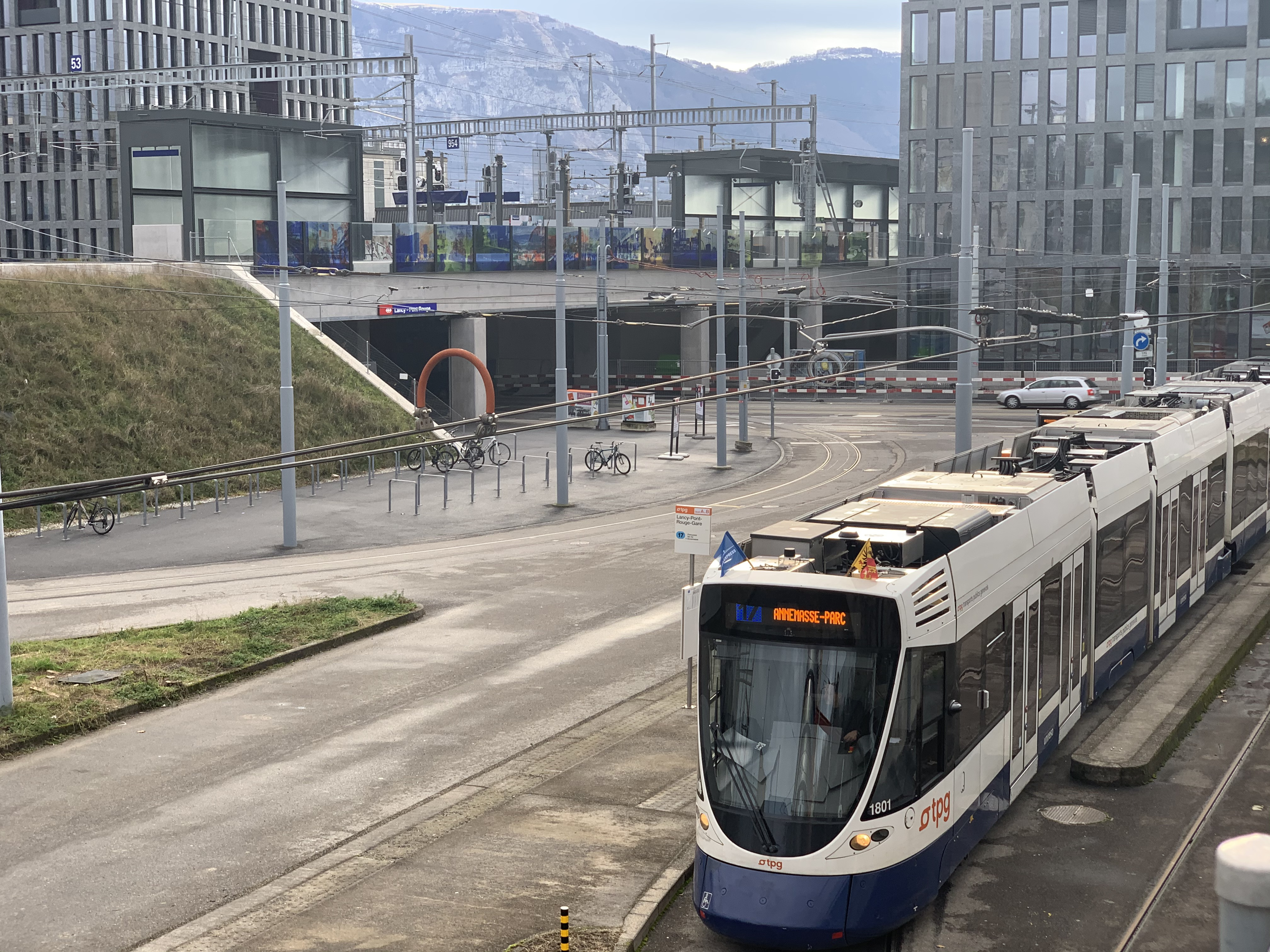
Le terminus côté suisse à Lancy-Pont-Rouge. La gare du même nom est visible dans le fond.

 À la veille du remaniement du réseau TPG du 11 décembre 2011, la ligne reliait donc Moillesulaz à Lancy-Pont-Rouge. Cette restructuration, impliquant la réduction du nombre de lignes de tramway par la suppression des troncs communs et l'application de la logique d'une ligne par axe, afin de décongestionner le réseau, a vu la ligne 17 disparaître au profit des lignes 12 entre Moillesulaz et Plainpalais et 15 entre Plainpalais et Lancy, avec l'abandon de l'ancienne station terminus, reportée à l'arrêt P+R Étoile à proximité,.

### Renaissance et prolongement à Annemasse

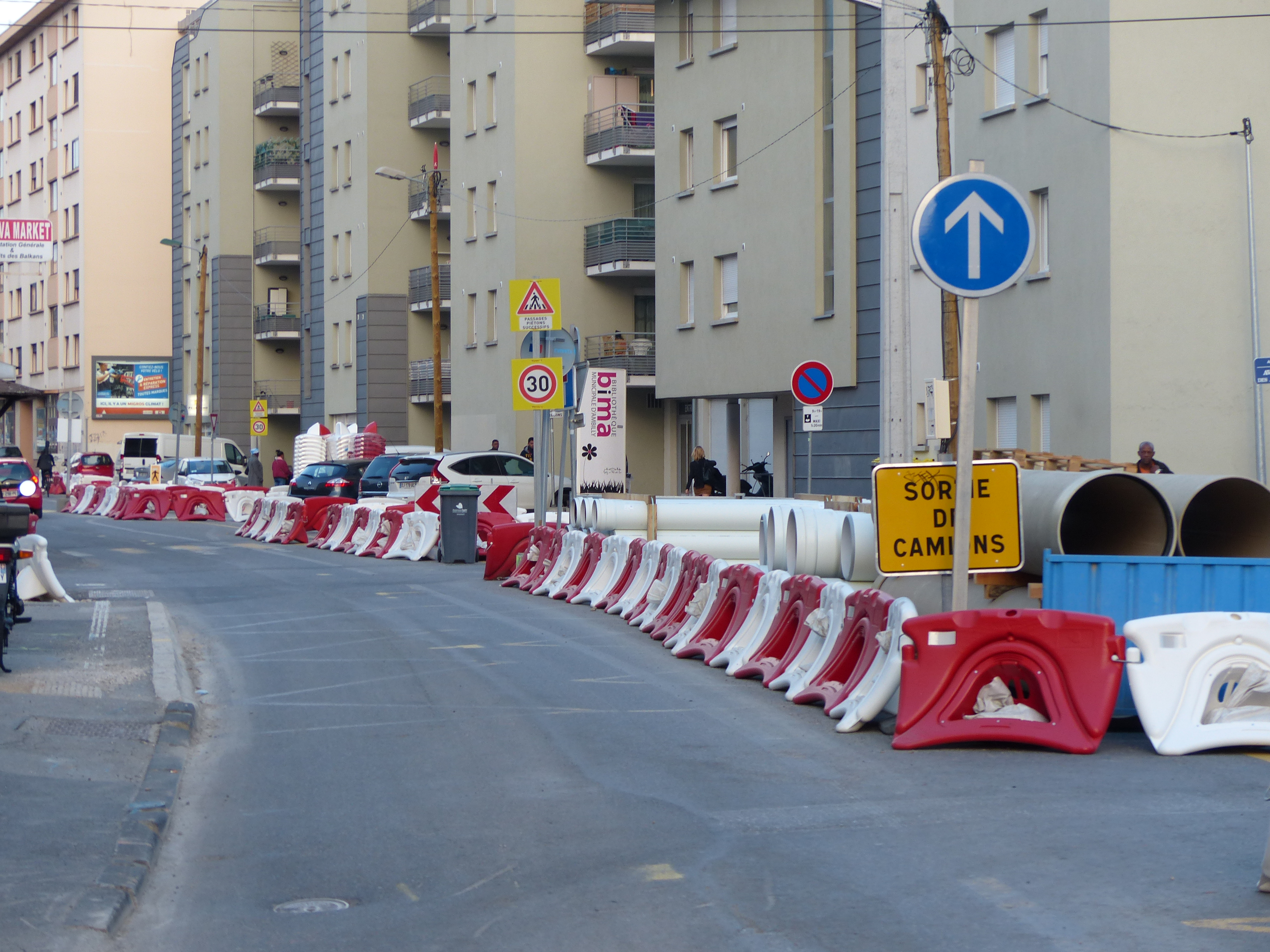
Déviation des réseaux souterrains rue de Genève à Ambilly.

La ligne 17 sera remise en service afin de desservir le nouveau tronçon de 3,3 km jusqu'au lycée des Glières à Annemasse (France) et desservira sept nouvelles stations initialement annoncées comme une extension de la ligne 12, ce qui aurait marqué le retour de la ligne en France,. Une nouvelle station sera créée à Moillesulaz, légèrement décalée vers le nord et nécessitant la reconstruction du poste de douane, avec un nouveau système d'aiguillages, une voie de garage et une nouvelle boucle de rebroussement. Cette extension mettra Annemasse à 25 minutes du centre de Genève.
L'enquête publique côté français a eu lieu entre juillet septembre 2013,. Le chantier a pris trois ans de retard, la ligne aurait dû être inaugurée en 2016, le non à l'initiative populaire sur le financement genevois des parcs relais français et les retards de versement d'une somme de 30 millions d'euros par le canton de Genève ont bloqué le projet, la ville d'Annemasse envisagea même de financer l'extension en taxant les résidents suisses non déclarés en France.
Les travaux préparatoires d'extension au futur tram franco-genevois ont débuté en 2015, ceux de déviation des réseaux puis de construction de la plateforme et des voies commencent en 2017. L'extension de la ligne sera mise en service en deux étapes : la première jusqu'à la station Parc Montessuit devrait être mise en service en novembre 2019, tandis que la totalité de l'extension jusqu'à la station Lycée des Glières sera construite à partir de 2020 pour une mise en service à l'horizon 2022,. 
En 2017, le retour de la ligne 17 est évoqué comme un moyen de renforcer la ligne 12 sur sa partie suisse une fois le prolongement à Annemasse (France) mis en service. Elle est aussi évoquée pour désigner un tramway sur trois — les deux autres seront des trams de la ligne 12 — qui franchiront la frontière à Moillesulaz en 2019 pour desservir Annemasse ; l'autre terminus de cette ligne n'est alors pas encore défini, une des hypothèses étudiées a été le renforcement de la desserte du CERN, assurée par la ligne 18. La renaissance de la ligne 17 pour desservir Annemasse est l'hypothèse privilégiée en août 2018, l'autre terminus de la ligne serait la gare de Lancy-Pont-Rouge, desservie par le CEVA, afin de renforcer la desserte de la route des Acacias. Un document de planification du canton édité en décembre 2018 valide cette ligne 17 Pont-Rouge – Annemasse.
La construction de la ligne à proprement parler est officiellement lancée le 30 janvier 2017, et en février 2017 la destruction du bâtiment de la douane de Moillesulaz est effectuée, car situé sur l'emprise de la future plateforme, ce qui nécessite la reconstruction d'un nouveau poste de douane.
La pose symbolique du premier rail a lieu à la frontière le 20 février 2017, les déviations des réseaux souterrains sont effectuées à partir de mai 2017, la pose de la voie et l'aménagement de la voirie sera effectué entre les printemps 2018 et 2019 puis suivra les essais avant la mise en service, prévue pour le mois de novembre. De mi-avril au 27 août 2018, la boucle de Moillesulaz a été fermée afin de permettre la reconstruction des infrastructures douanières et aménager le secteur en vue de l'extension du réseau, ce qui a empêché durant ce laps de temps l'utilisation des convois de DAV unidirectionnelles sur la ligne 12.
La pose réelle du 1er rail a lieu le 9 octobre 2018 en présence des officiels français et suisses. La pose du gazon débute en avril 2019.
Les essais de la ligne devaient débuter le 1er octobre 2019, au lendemain de la mise sous tension de la ligne aérienne de contact, ils débutent finalement le 14 octobre 2019 — C'est la rame no 891 qui est la première à franchir la frontière —, et se poursuivent jusqu'au 1er décembre puis c'est au tour de la marche à blanc, qui consiste à tester la ligne en conditions réelles mais sans voyageurs, de débuter, elle dure jusqu'à la veille de la mise en service, prévue le 15 décembre 2019.
Les essais du tronçons français sont perturbés par des voitures et des camions qui stationnent, roulent où s'embourbent sur le gazon, parfois de façon volontaire.
L'inauguration a lieu le 14 décembre, avec un service gratuit assuré l'après-midi sur le nouveau tronçon.
Des animations étaient proposées tout au long du parcours du nouveau tronçon français :
- Sur l'esplanade Irène Gubier, entre les stations Thônex, Moillesulaz et Gaillard, Libération : Démonstrations de street workout, line danse géant et capoeira, structures musicales en bois, exposition photo à propos de l'ancienne douane ;
- À Ambilly, Croix-d'Ambilly : animations pour enfants, test de vélos électriques avec Léman eBike (stand proche de la Voie Verte à Ambilly), concert de la fanfare d'Ambilly, performance dansée ;
- Dans la rue de la Zone, entre les stations Ambilly, Croix-d'Ambilly et Annemasse, Parc Montessuit : spectacle danse et chant Les Beatles prennent le Tram ;
- À Annemasse, Parc Montessuit : représentations d'une troupe Bonjour l'Hiver et de la Compagnie de Savoie, allocution officielle au square Saint-Exupéry, tests de vélos et trottinettes électriques dans le parc, kart à pédales accompagné de vélos rigolos, circuit en vélo bus, exposition photo, présentation du travail des écoles.

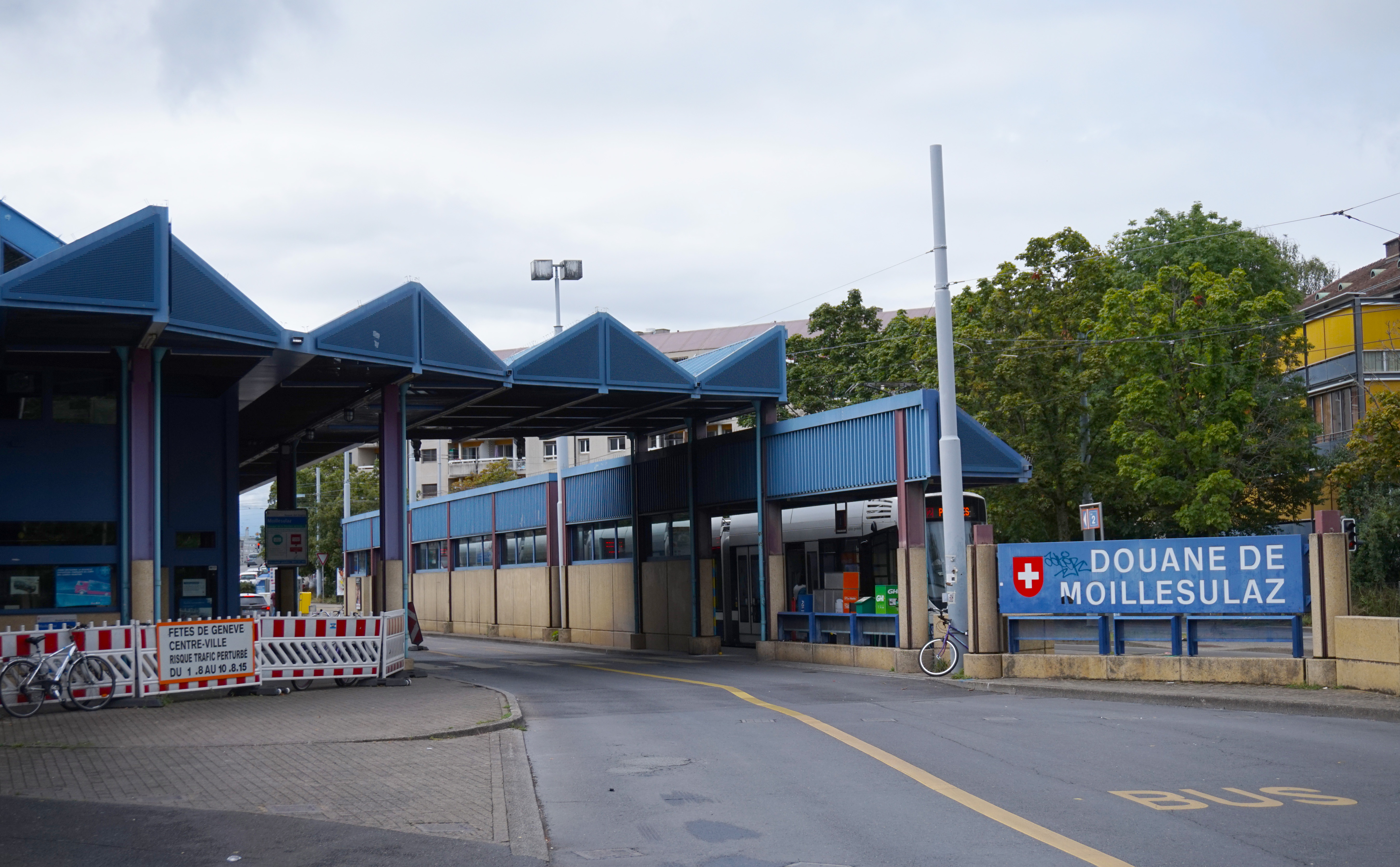
La douane de Moillesulaz, que la ligne 17 traversera, avant sa démolition (vue depuis le côté français). On peut voir une rame de la ligne 12 au terminus derrière le bâtiment.
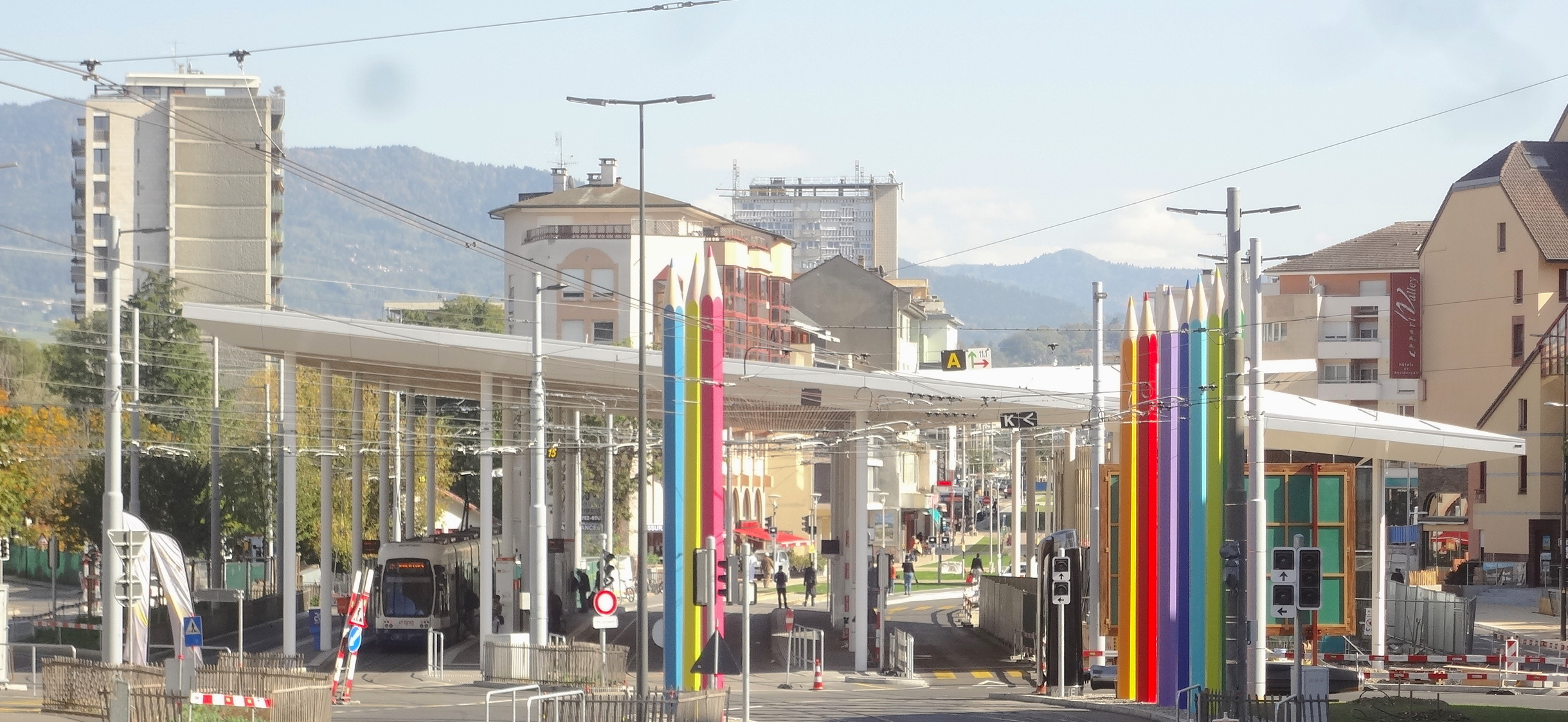
Cette même douane, vue depuis le côté suisse, entièrement reconstruite.

### Coût du projet
L'extension du réseau coûte 85,6 millions d'euros (57 millions pour la phase 1, 28,6 millions pour la phase 2), financée de la façon suivante :
- Confédération suisse (44 %) : 28,84 millions ;
- Département de la Haute-Savoie (22 %) : 12,3 millions ;
- Annemasse - Les Voirons Agglomération (19 %) : 11 millions ;
- État français (12 %) : 6,53 millions ;
- Interreg (2 %) : 1,325 million ;
- Communes traversées (1 %) : 0,61 million.

10 000 voyages par jour son attendus sur la première phase, 12 500 une fois la seconde phase réalisée. La réalisation de la seconde phase est, en septembre 2018, menacée par l'absence de financement de la Confédération suisse annoncé le même mois, annonce qui a provoqué par ailleurs l'abandon de l'extension de la ligne 18 à Saint-Genis-Pouilly au profit d'un bus à haut niveau de service.

## Tracé et stations

### Tracé
La ligne naît au terminus Lancy-Pont-Rouge, gare puis est en tronc commun avec la ligne 15 par la route des Acacias, située à cheval entre Carouge et Genève puis uniquement dans cette dernière. Elle traverse l'Arve par le pont des Acacias puis emprunte le boulevard du Pont-d'Arve puis longe la plaine de Plainpalais par l'est via l'avenue Henri-Dunant puis se sépare de la ligne 15 et bifurque vers la rue du Conseil-Général où elle rejoint les lignes 12 et 18. Cette rue lui permet de rejoindre la place Neuve, dernière station commune avec les lignes 12 et 18. La ligne continue rue de la Corraterie puis juste avant la place Bel-Air elle bifurque à droite avec la ligne 12, tandis que la 18 continue tout droit pour rejoindre la ligne 14, rue de la Confédération, prolongée par les rues de la Croix-d'Or puis de Rive, le cours de Rive puis la rue de la Terrassière lui permettant de rejoindre la route de Chêne en desservant la gare de Genève-Eaux-Vives. La ligne traverse les communes de Chêne-Bougeries puis de Chêne-Bourg, où la route devient la rue de Genève, puis entre dans Thônex où tandis que la ligne 12 effectue son terminus à la douane de Moillesulaz, à la frontière avec la France, la ligne 17 traverse la frontière et remonte la rue de Genève qui traverse successivement Gaillard et Ambilly pour rejoindre Annemasse puis bifurque sur la rue de la zone, franchit les voies SNCF et rejoint la rue du parc, où se situe son terminus Annemasse, Parc Montessuit, au niveau du parc éponyme.

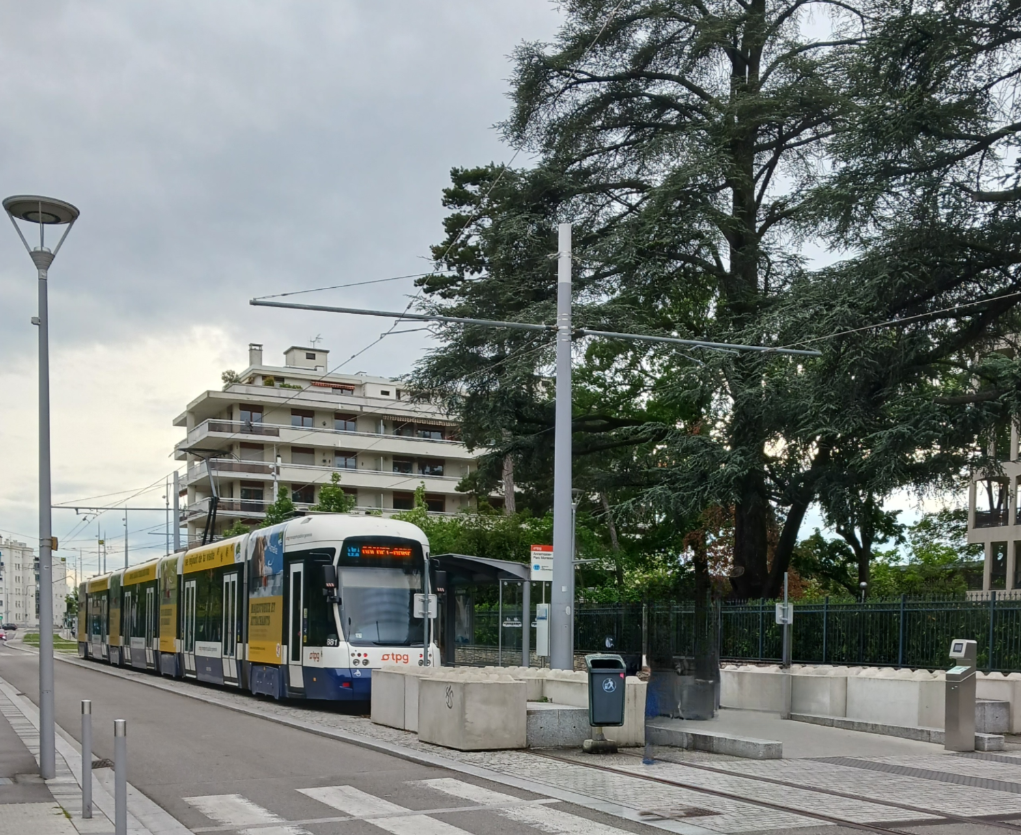
Bombardier Cityrunner n°881 des TPG sur la ligne 17 de tramway, au terminus Annemasse-Parc Montessuit (côté français) en mai 2023.
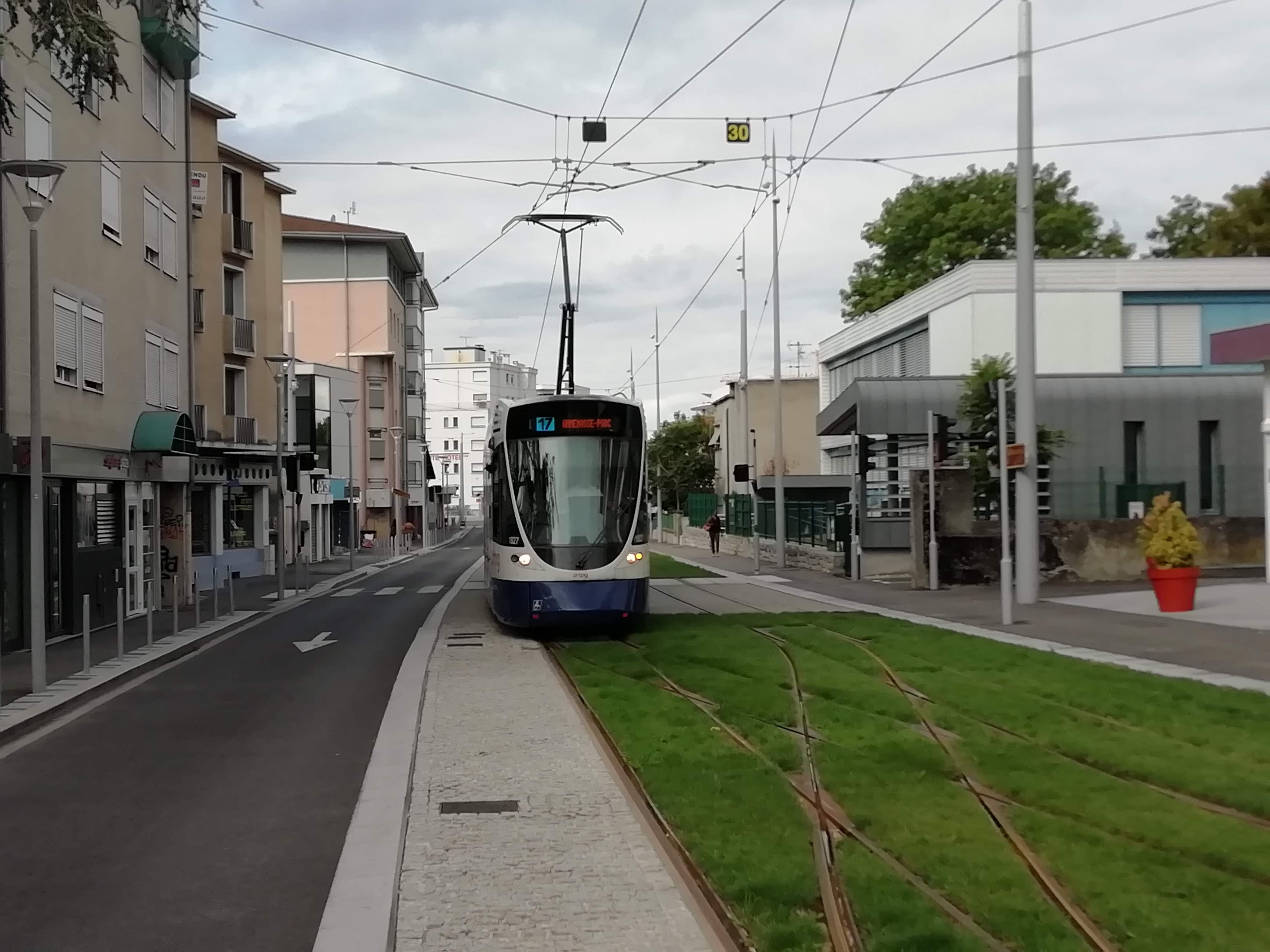
Arrivée d'une rame au terminus Annemasse, Parc Montessuit.

### Liste des stations
La liste ci-dessous présente les stations et zones tarifaires selon la situation en vigueur au 15 décembre 2024.
|  |   |  | Station                         | Coordonnées                 | Zone | Communes        | Correspondances                                                      |
|  | - |  | ------------------------------- | --------------------------- | ---- | --------------- | -------------------------------------------------------------------- |
|  | ■ |  | Lancy-Pont-Rouge, gare          | 46° 11′ 16″ N, 6° 07′ 29″ E | 10   | Lancy           | CFF • Léman Express • Bus                                            |
|  | • |  | Lancy-Pont-Rouge, gare/Étoile   | 46° 11′ 15″ N, 6° 07′ 38″ E | 10   | Lancy           | • CFF • Léman Express • Tramway • Bus • Cars Région Haute-Savoie 272 |
|  | • |  | Carouge, Pictet-Thellusson      | 46° 11′ 20″ N, 6° 07′ 51″ E | 10   | Carouge         | Tramway                                                              |
|  | • |  | Genève, Industrielle            | 46° 11′ 25″ N, 6° 08′ 02″ E | 10   | Genève          | Tramway                                                              |
|  | • |  | Genève, Acacias                 | 46° 11′ 34″ N, 6° 08′ 18″ E | 10   | Genève          | Tramway                                                              |
|  | • |  | Genève, Uni-Mail                | 46° 11′ 41″ N, 6° 08′ 28″ E | 10   | Genève          | Tramway • Bus                                                        |
|  | • |  | Genève, Plainpalais             | 46° 11′ 52″ N, 6° 08′ 35″ E | 10   | Genève          | Tramway • Bus                                                        |
|  | • |  | Genève, Place de Neuve          | 46° 12′ 03″ N, 6° 08′ 37″ E | 10   | Genève          | Tramway • Trolleybus • Bus                                           |
|  | • |  | Genève, Bel-Air                 | 46° 12′ 14″ N, 6° 08′ 36″ E | 10   | Genève          | Tramway • Trolleybus • Bus                                           |
|  | • |  | Genève, Molard                  | 46° 12′ 10″ N, 6° 08′ 53″ E | 10   | Genève          | Tramway • Trolleybus • Bus • Mouette                                 |
|  | • |  | Genève, Rive                    | 46° 12′ 06″ N, 6° 09′ 12″ E | 10   | Genève          | Tramway • Trolleybus • Bus • Star't 271                              |
|  | • |  | Genève, Terrassière             | 46° 12′ 04″ N, 6° 09′ 22″ E | 10   | Genève          | Tramway • Bus • Cars Région Haute-Savoie 274                         |
|  | • |  | Genève, Villereuse              | 46° 12′ 02″ N, 6° 09′ 31″ E | 10   | Genève          | Tramway                                                              |
|  | • |  | Genève-Eaux-Vives, gare         | 46° 12′ 00″ N, 6° 09′ 52″ E | 10   | Genève          | CFF • Léman Express • Tramway • Bus                                  |
|  | • |  | Genève, Amandolier              | 46° 12′ 00″ N, 6° 10′ 05″ E | 10   | Genève          | Tramway • Bus                                                        |
|  | • |  | Chêne-Bougeries, Grange-Canal   | 46° 11′ 59″ N, 6° 10′ 29″ E | 10   | Chêne-Bougeries | Tramway                                                              |
|  | • |  | Chêne-Bougeries, Grangettes     | 46° 11′ 56″ N, 6° 10′ 49″ E | 10   | Chêne-Bougeries | Tramway • Bus                                                        |
|  | • |  | Chêne-Bougeries, Grange-Falquet | 46° 11′ 54″ N, 6° 11′ 08″ E | 10   | Chêne-Bougeries | Tramway • Bus                                                        |
|  | • |  | Chêne-Bourg, Place Favre        | 46° 11′ 44″ N, 6° 11′ 32″ E | 10   | Chêne-Bourg     | Tramway • Bus • Accès à distance à la gare de Chêne-Bourg            |
|  | • |  | Chêne-Bourg, Peillonnex         | 46° 11′ 39″ N, 6° 11′ 46″ E | 10   | Chêne-Bourg     | Tramway • Bus • Accès à distance à la gare de Chêne-Bourg            |
|  | • |  | Thônex, Graveson                | 46° 11′ 36″ N, 6° 12′ 00″ E | 10   | Thônex          | Tramway • Bus                                                        |
|  | • |  | Thônex, Moillesulaz             | 46° 11′ 33″ N, 6° 12′ 21″ E | 10   | Thônex          | • Tramway                                                            |
|  | • |  | Gaillard, Libération            | 46° 11′ 29″ N, 6° 12′ 42″ E | 210  | Gaillard        | Bus TAC 3                                                            |
|  | • |  | Gaillard, Millet                | 46° 11′ 29″ N, 6° 13′ 01″ E | 210  | Gaillard        |                                                                      |
|  | • |  | Ambilly, Croix-d'Ambilly        | 46° 11′ 34″ N, 6° 13′ 28″ E | 210  | Ambilly         | Bus TAC 6                                                            |
|  | ■ |  | Annemasse, Parc Montessuit      | 46° 11′ 39″ N, 6° 13′ 53″ E | 210  | Annemasse       | Bus TAC Tango 5 8                                                    |
|  | x |  | Annemasse, Place Deffaugt       | 46° 11′ 41″ N, 6° 14′ 09″ E | 210  | Annemasse       | Objectif 2026                                                        |
|  | x |  | Annemasse, Barbusse             | 46° 11′ 39″ N, 6° 14′ 26″ E | 210  | Annemasse       | Objectif 2026                                                        |
|  | X |  | Annemasse, Perrier-Aubrac       | 46° 11′ 21″ N, 6° 14′ 37″ E | 210  | Annemasse       | Objectif 2026                                                        |

Les stations en gras servent de départ ou de terminus à certaines missions.
Les stations en italique seront desservies plus tard (ici, l'objectif est fixé à 2026).

## Exploitation de la ligne

### Amplitude horaire
La ligne fonctionne de 5 h à 23 h 55 du lundi au samedi et les dimanches et jours fériés elle fonctionne de 5 h à 23 h 45 environ. Les tramways relient Lancy-Pont-Rouge, gare à Annemasse, Parc Montessuit en 40 minutes en moyenne, grâce à une vitesse commerciale de 14,67 km/h.
En toute fin de service, les rames remontent jusqu'au dépôt du Bachet-de-Pesay soit par le trajet de la ligne 12 à partir de Plainpalais, soit via les Palettes (en empruntant le trajet des lignes 15 puis 12) à partir de Lancy-Pont-Rouge, gare/Étoile.

### Matériel roulant

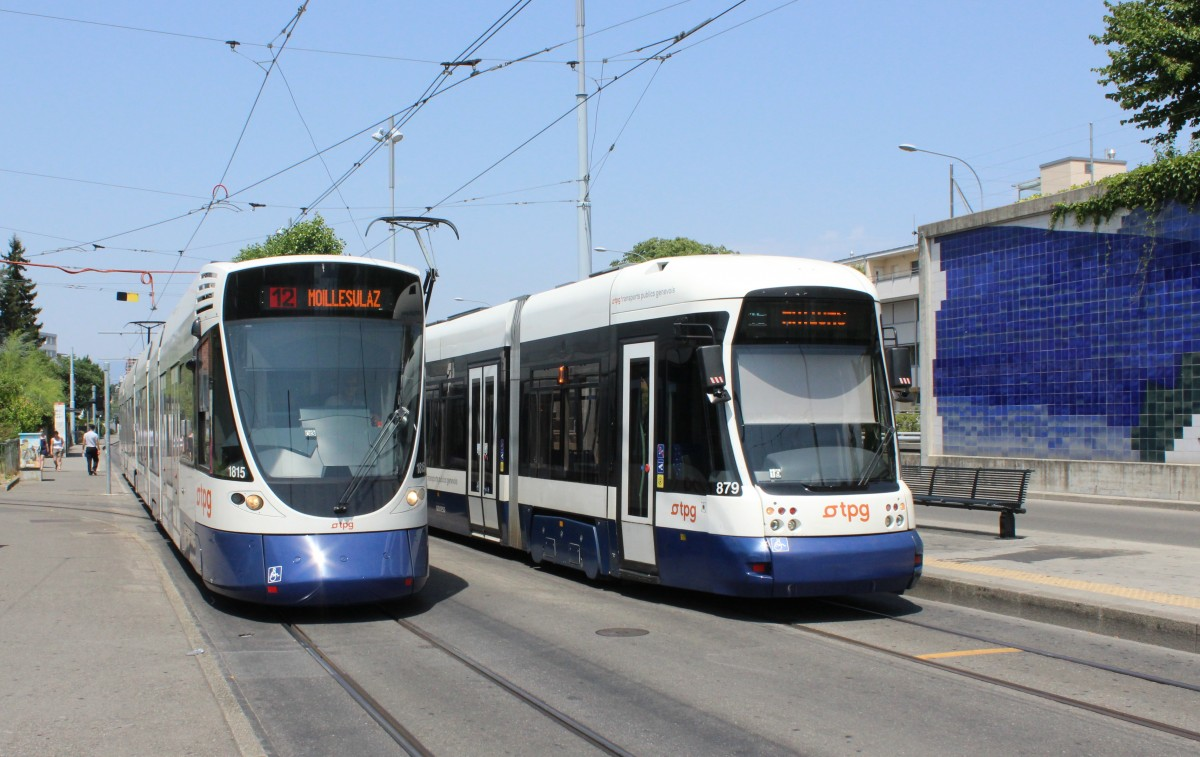
Stadler Tango (à gauche) et Bombardier Cityrunner (à droite).

De 2005 à 2011, la ligne était exploitée, grâce à ses boucles à tous les terminus, avec les matériels unidirectionnels du réseau, à savoir les Duewag-Vevey DAV (Be 4/6 et Be 4/8).
La ligne est exploitée depuis sa remise en service à l'aide des deux matériels bidirectionnels du réseau, à savoir les Bombardier Cityrunner et les Stadler Tango. L'absence de boucle de retournement à Annemasse interdit l'usage de matériel unidirectionnel sur la ligne.

### Tarification
La ligne, dans son organisation d'avant 2011, était située en intégralité dans la zone 10 de la communauté tarifaire Unireso. Avec la mise en service intégrale du Léman Express le 15 décembre 2019, la ligne est située sur deux systèmes tarifaires : la zone 10 d'Unireso maintenue dans son fonctionnement actuel et la zone 210 du nouveau système tarifaire transfrontalier Léman Pass (ex-zone 82 d'Unireso).
La tarification fonctionne ainsi :
- Trajets entre deux stations suisses : tarification zone 10 Unireso ;
- Trajets entre deux stations françaises : tarification des transports annemassiens collectifs (zone 210 Léman Pass) ;
- Trajets transfrontaliers : tarification Léman Pass combinant au minimum les zones 10 et 210.

### Trafic
En 2024, la ligne a assuré 13,584 millions de voyages, en faisant la cinquième ligne la plus fréquentée du réseau TPG, tous modes confondus.

## Extensions
Outre la seconde phase de l'extension à Annemasse jusqu'au lycée des Glières à l'horizon 2026, la ligne 17 sera prolongée selon la version actualisée en juin 2022 du plan climat cantonal depuis Lancy-Pont-Rouge, gare jusqu'à la future station Perly, En Louche sur les infrastructures de la ligne 15.